# Patto di fratellanza
Il patto di fratellanza è l'unione tra le Società Operaie di Mutuo Soccorso, unione di ispirazione mazziniana e saffiana, realizzatasi tra il 1871 ed il 1893, anno in cui, per iniziativa di Felice Albani, il patto venne rotto con la creazione di un'autonoma organizzazione, il Partito Repubblicano Italiano.

## Congressi
- 1876, a Genova. Durante questo XIV Congresso generale delle Società Operaie Italiane affratellate, fu ribadita la scelta astensionista[1].
- 1882, a Genova. In questa occasione, entra nella Commissione direttiva del Patto il garibaldino forlivese Antonio Fratti, incrementando l'influenza di Aurelio Saffi sull'associazione. Significativo fu il dibattito tra il Fratti ed Edoardo Pantano sulla partecipazione dei repubblicani alle competizioni elettorali: Pantano era favorevole, mentre Fratti, intransigente, si dichiarò nettamente contrario.
- 1886, a Firenze. Fratti qui, moderando un poco le sue posizioni, chiarì che, pur se il congresso poteva pronunciarsi sulla questione elettorale, non si intendeva dare valore coattivo alle decisioni, né pertanto escludere dal Patto le eventuali società dissenzienti. Invece, su altro versante, fu molto netto nel respingere tesi di tipo collettivista.
- 1889, a Napoli.
- 1892, a Palermo.
- 1893, a Bologna.